# Otzing
Otzing – miejscowość i gmina w Niemczech, w kraju związkowym Bawaria, w rejencji Dolna Bawaria, w regionie Donau-Wald, w powiecie Deggendorf, wchodzi w skład wspólnoty administracyjnej Oberpöring. Leży około 10 km na południowy zachód od Deggendorfu, nad Izarą, przy autostradzie A92 i linii kolejowej Landshut – Plattling.

## Dzielnice
W skład gminy wchodzą następujące dzielnice: Haunersdorf, Lailling, Otzing, Arndorf, Eisensdorf i Kleinweichs

## Demografia
| Rok  | Liczba mieszk. |
| ---- | -------------- |
| 1970 | 1 474          |
| 1987 | 1 504          |
| 2000 | 1 709          |
| 2005 | 1 969          |
| 2008 | 1 969          |

### Struktura wiekowa
Dane o ludności z 31 grudnia 2008:
| Opis                                | Ogółem | Ogółem | Kobiety | Kobiety | Mężczyźni | Mężczyźni |
| ----------------------------------- | ------ | ------ | ------- | ------- | --------- | --------- |
| Jednostka                           | osób   | %      | osób    | %       | osób      | %         |
| Populacja                           | 1969   | 100    | 977     | 49,62   | 992       | 50,38     |
| Wiek przedprodukcyjny (0–17 lat)    | 407    | 20,67  | 194     | 9,85    | 213       | 10,82     |
| Wiek produkcyjny (18–65 lat)        | 1229   | 62,42  | 600     | 30,47   | 629       | 31,95     |
| Wiek poprodukcyjny (powyżej 65 lat) | 333    | 16,91  | 183     | 9,29    | 150       | 7,62      |

## Zabytki
- Kościół pw. św. Otylii
- Kościół pw. św. Mikołaja
- Rezerwat przyrody Dolna Izara

## Polityka
Wójtem jest Johannes Schmid z CSU. Rada gminy składa się z 14 osób.
|      | CSU | FWG | Razem |
| 2008 | 8   | 6   | 14    |
| 2002 | 6   | 6   | 12    |

## Oświata
W gminie znajduje się przedszkole oraz szkoła podstawowa.